# Igor Nganga
Igor Nganga (* 14. April 1987) ist ein ehemaliger Fußballspieler aus der Republik Kongo und der Demokratischen Republik Kongo. Der Verteidiger wuchs in der Schweiz auf und fällt dadurch nicht ins Ausländerkontingent.

## Karriere
Nganga wurde im November 2007 an den FC Chiasso in die Challenge League bis Ende Juni 2008 ausgeliehen. Zur Saison 2008/09 wechselte er zum FC Schaffhausen ebenfalls in die Challenge League. Dort stieg er zum Kapitän auf und schaffte den Durchbruch in der Challenge League. Zur Saison 2011/12 wurde Nganga vom FC Aarau verpflichtet, er unterschrieb für drei Jahre. Durch die Promotion des Vereins wird er zur Saison 2013/14 in der Raiffeisen Super League zum Einsatz kommen.
Zur Saison 2005/06 wechselte Nganga vom FC Lausanne-Sport aus der Challenge League zum BSC Young Boys. Für diesen Verein wurde er hauptsächlich in der U-21 eingesetzt und hatte nur wenige Einsätze in der Profi-Mannschaft.
Zur Saison 2018/19 wechselte er vom FC Aarau zum Ligakonkurrenten FC Lausanne-Sport, wo er einen Zweijahresvertrag bis zum Sommer 2020 unterzeichnete.

## Trivia
Igor Nganga wurde zu einer festen Größe im Mittelfeld und der Fanszene des FC Aarau. Wenn er jeweils ein Tor schoss, wurde zu seinen Ehren im Stadion das Lied Gangnam Style von Psy angespielt.